# V374 Большого Пса
V374 Большого Пса (лат. V374 Canis Majoris) — одиночная переменная звезда в созвездии Большого Пса на расстоянии приблизительно 4070 световых лет (около 1248 парсеков) от Солнца. Видимая звёздная величина звезды — от +10,6m до +10,2m.

## Характеристики
V374 Большого Пса — красная углеродная пульсирующая полуправильная переменная звезда типа SRB (SRB) спектрального класса C.